# Peter Moore

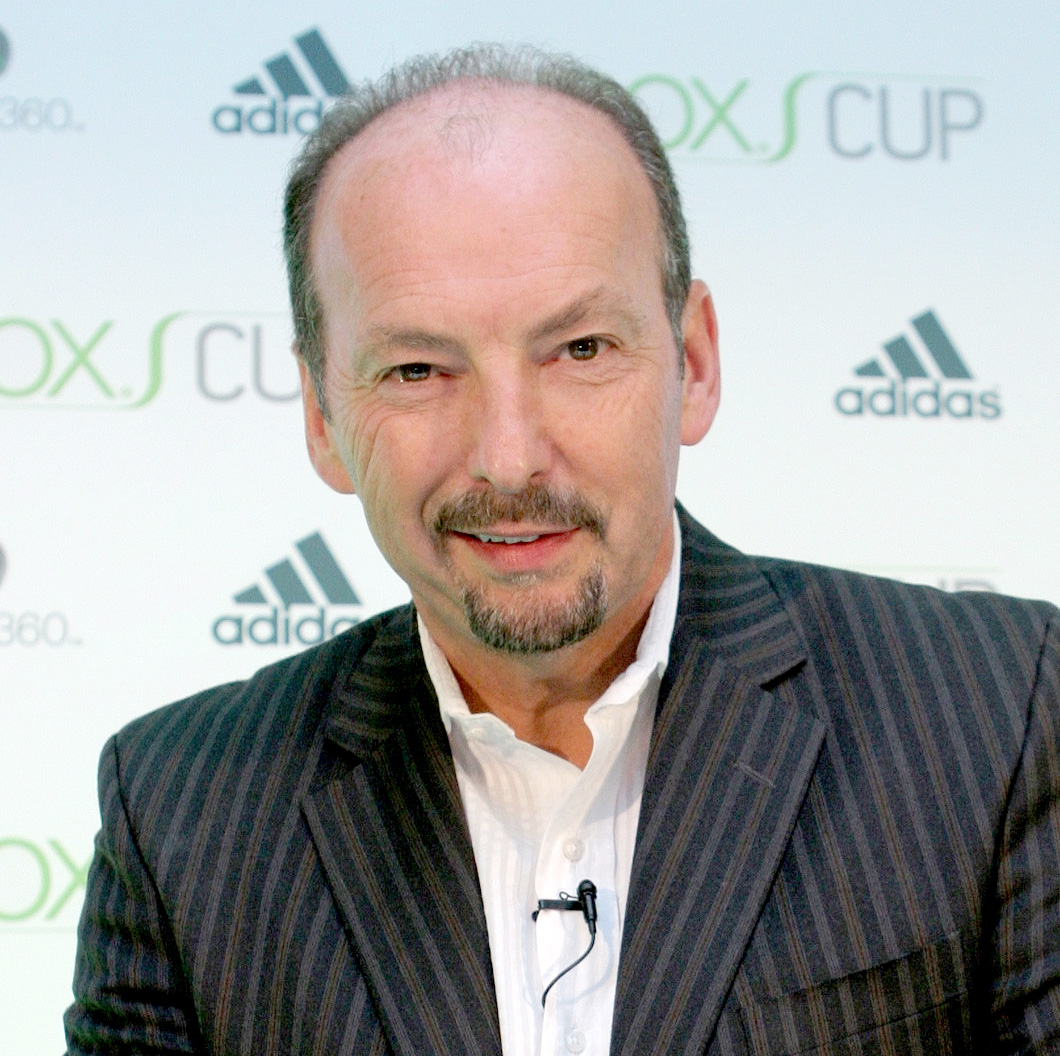
Peter Moore, 2006

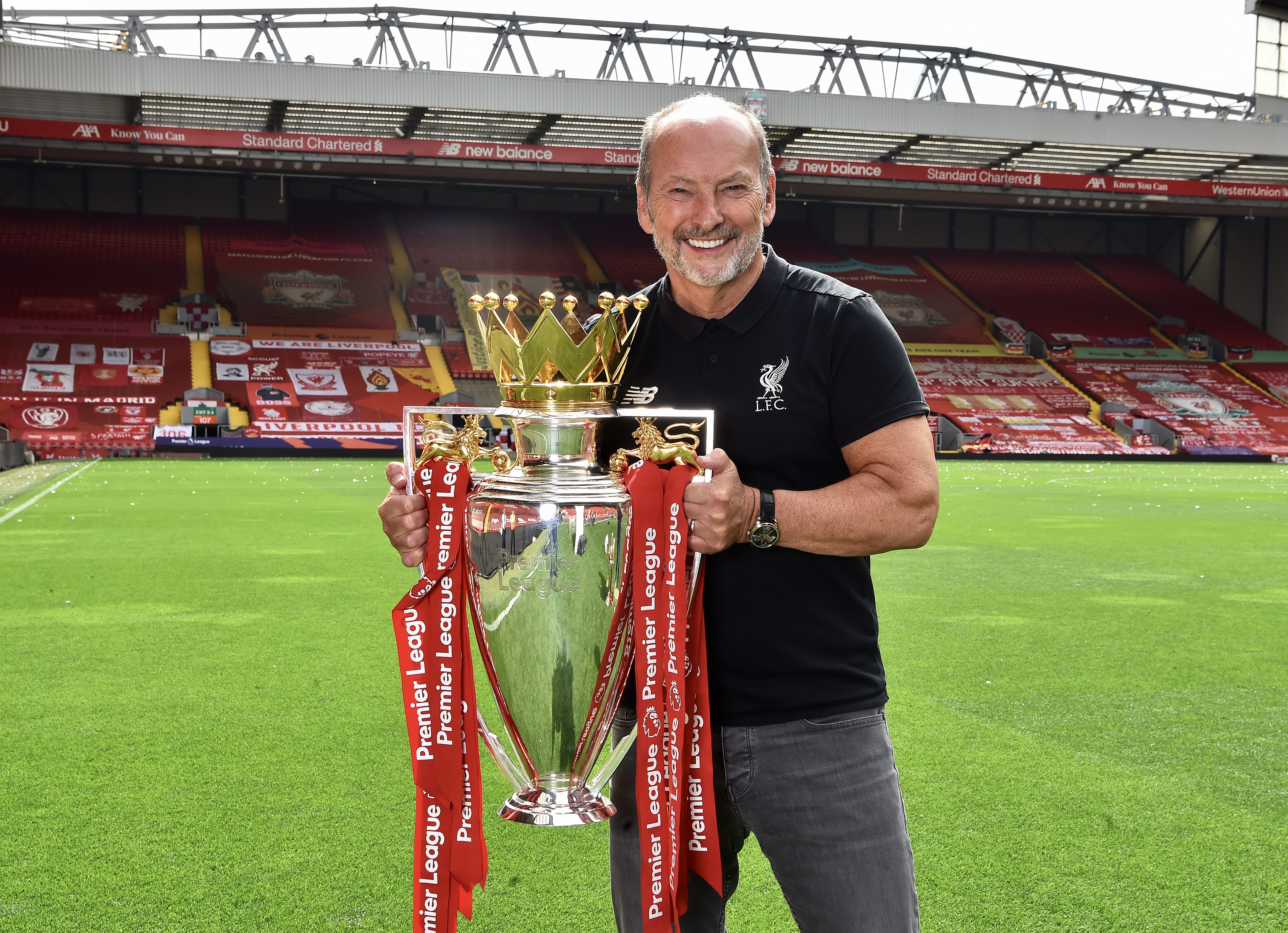
Peter Moore och Premier League-trofén år 2020.

Peter Moore, född 1955 i Liverpool, är en brittisk-amerikansk företagsledare som bland annat varit verksam inom datorspelsbranschen. Moore har arbetat för Patrick USA, Reebok, Sega och Microsoft. Hos Microsoft var han ansvarig för underhållningsavdelningen inom som huvudsakligen marknadsförde Xbox och tillhörande produkter och tjänster. Den 17 juli 2007 meddelade Peter Moore att han valt att gå över från Microsoft till Electronic Arts där han blev chef för avdelningen EA Sports. More var därefter verkställande direktör för den engelska fotbollsklubben Liverpool FC 2017–2020. 2021 började han åter i spelbranschen, hos Unity Technologies.

## Kuriosa
Moore var en av de drivande krafterna som gjorde det japanska företaget Sega inriktat på mjukvara snarare än spelkonsoler efter misslyckandet med Dreamcast. Under sin tid hos Microsoft skaffade Moore två tatueringar föreställandes Halo 2 och Grand Theft Auto IV.